# El Cautivo (Málaga)
Nuestro Padre Jesús Cautivo, conocido popularmente como El Cautivo, es una escultura católica venerada en la ciudad andaluza de Málaga (España). Fue realizada en 1939 por el granadino José Gabriel Martín Simón para la Cofradía del Cautivo, de la que es titular, y con la que realiza su estación de penitencia el Lunes Santo, participando en la Semana Santa en Málaga.
Es custodiada en la sede canónica de la cofradía, la iglesia de San Pablo, además de ser una de las más veneradas por los malagueños, y en especial en el barrio de la Trinidad, lugar de origen de la hermandad. Por ello, es apodado cariñosamente como “el trinitario” y conocido por el sobrenombre de “Señor de Málaga”.

## Descripción
Cuando la Cofradía del Cautivo fue fundada en 1934, se hizo únicamente en torno a la imagen de la Virgen de la Trinidad, pero también fue encargada una imagen cristológica, al escultor granadino José Gabriel Martín Simón, que fue incorporada a la cofradía en 1939. Se dice que tras realizar la imagen el escultor quedó ciego, sin embargo, no es más que un hecho incierto que se ha convertido en leyenda.
Se trata de una escultura de Jesucristo, con una altura de 177 cm y realizada en madera de pino rojo y policromada. Se encuentra maniatado, con la mirada orientada hacia el suelo. Viste túnica blanca con cíngulo dorado, escapulario de la Orden Trinitaria (como redentor de cautivos) y potencias de oro de ley.Originalmente, la imagen de Ntro Padre Jesús Cautivo estaba hecha para salir como un Ecce-Homo, pero se le añadió su característica túnica blanca y su cíngulo dorado que ata sus manos.

## Estación de penitencia
Durante su estación de penitencia es portado por 252 hombres que visten  túnica de color blanco y cíngulo dorado, en un trono tallado en madera de caoba con aplicaciones en plata repujada, obra de Manuel Seco Velasco en 1953 siguiendo su propio diseño.
El trono es adornado con monte de claveles rojos y cirios blancos, sus capataces son Francisco Cabello y Antonio Benítez y es acompañado musicalmente  por la Banda de Cornetas y Tambores de Nuestro Padre Jesús Cautivo de Málaga junto al Cristo.

## Otras imágenes del Cautivo

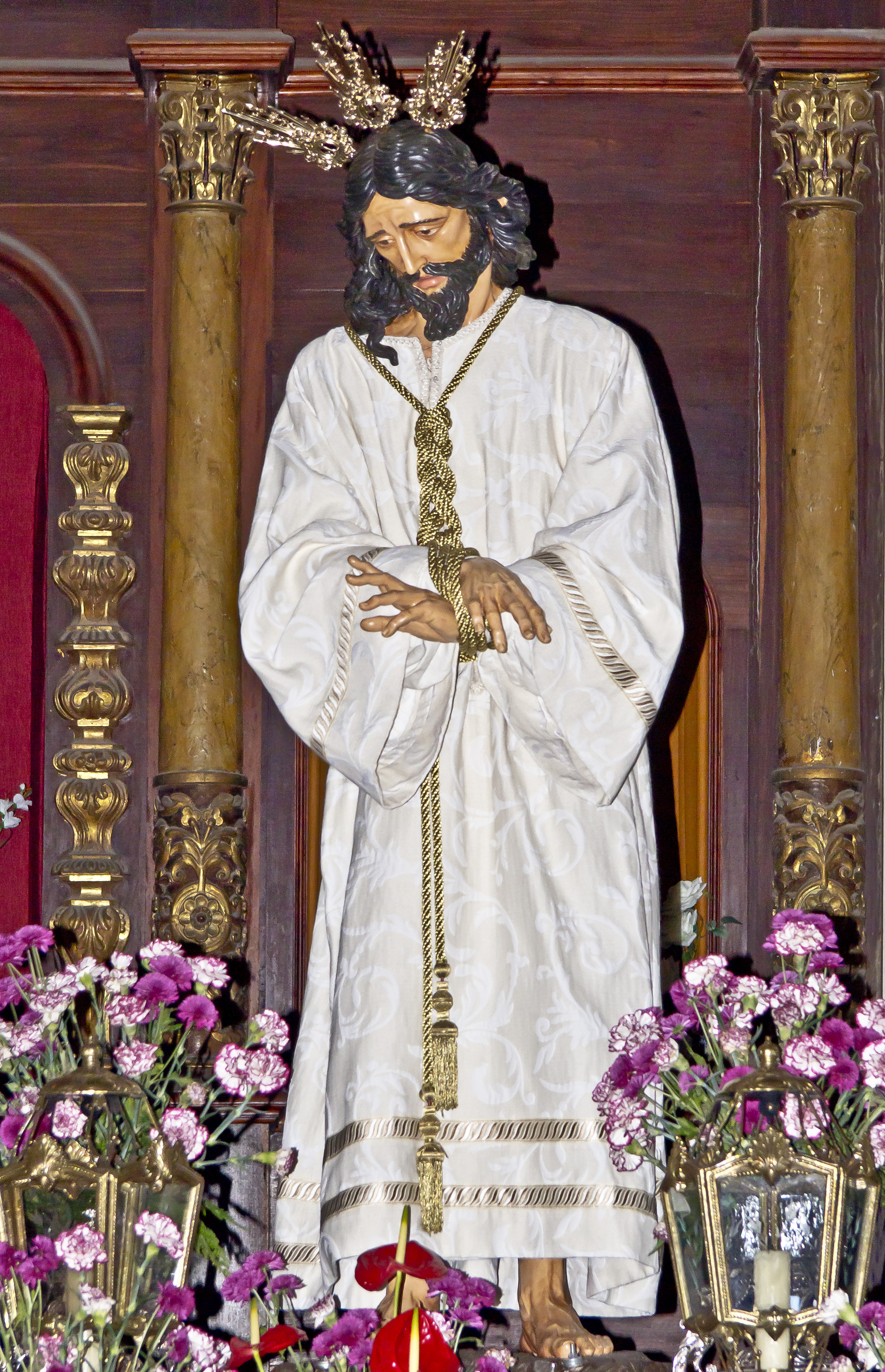
Imagen de Nuestro Padre Jesús Cautivo (Santa Cruz de Tenerife).

La devoción popular hacia la imagen de Nuestro Padre Jesús Cautivo de Málaga ha hecho que sea venerado en otras ciudades españolas:
- Santa Cruz de Tenerife (Canarias): En la ciudad radica la Cofradía de Jesús Cautivo y la Esperanza Macarena, que venera la imagen de El Cautivo de Santa Cruz de Tenerife, obra de Juan Delgado Martín-Prat en 1999.[3]